# El Petit de Cal Eril
El Petit de Cal Eril (Guissona, 5 d'octubre de 1981), àlies de Joan Pons Villaró, és un músic i productor català amb un estil musical entre el folk-pop i la psicodèlia. Va començar la seva carrera l'any 2007 i des de llavors ha publicat nou discos de llarga durada.

## Trajectòria
Originari de la Segarra, Joan Pons de Ca l'Eril, es va donar a conèixer amb la maqueta Per què es grillen les patates?, autoproduïda i autoeditada el 2007 i guardonada amb el premi a la creativitat del TR3SC, i que l'any 2012 seria reeditada en vinil. En aquesta primera etapa, Pons s'acompanyava de David Paco (baix), Lluís Rueda (sorolls), Dani Díaz i Dani Domene (percussions).
El seu primer disc oficial fou ...i les sargantanes al sol (Bankrobber, 2009), enregistrat per ell mateix a la casa pairal, on destaquen temes propis com «I tantes figues» (amb videoclip oficial) o «Mandolines tralarí» al costat de revisions de cançons populars com «La Caterineta per la Mercè» o «Ton pare». Abans d'estrenar-lo a la Sala Apolo, el Petit de Cal Eril ja havia debutat en directe a l'Espacio Movistar o al festival PopArb. Durant tot el 2009 i part del 2010 estigué rodant el disc per sales de tot Catalunya i en festivals com el Primavera Sound, BAM, Altaveu, (a)phònica, Músiques Disperses, Faraday i amb dates puntuals a l'Octubre Centre de Cultura Contemporània de València o fins i tot a Seül. En aquesta gira i la del següent treball Vol i dol, la formació del grup es consolida amb Joan Pons, David Paco, Lluís Rueda i el bateria Càndid Coll, amb la participació ocasional de la flautista Marina Varela. El grup va tancar l'any 2009 amb la publicació de l'EP Cançons de Nadal, compartit amb el grup Anímic, que es va presentar a l'Auditori de Barcelona.
La producció del segon disc va començar l'estiu del 2010: gravat en una masia de Biosca i publicat el novembre del mateix any, Vol i dol pren una frase feta com a títol emprada amb un doble sentit, ja que el disc està marcat per la mort de son pare. Entre les cançons del disc destaquen el primer senzill «Cau la neu», «Cendres», «Partícules de Déu» o «Decapitació II» (a duo amb Roger Mas). La gira de presentació va començar a Madrid i Barcelona pel festival Primavera Club i va passar per Perpinyà, Girona, Vic, l'Alcúdia (dins del Tirant de Cançó) i Lleida, amb cites en festivals com PopArb i Pròxims i el Festival de Guitarra de Barcelona, a més d'una actuació a Belgrad (Sèrbia). També va protagonitzar la Gira Santa amb Joan Colomo i Esperit!, oferint junts una desena de concerts arreu de l'Estat espanyol. El Petit de Cal Eril va ser distingit amb el premi Altaveu 2011 «per crear bellesa a partir d'allò quotidià, proper, senzill. Perquè així són les cançons del grup, petites històries envoltades de màgica harmonia».

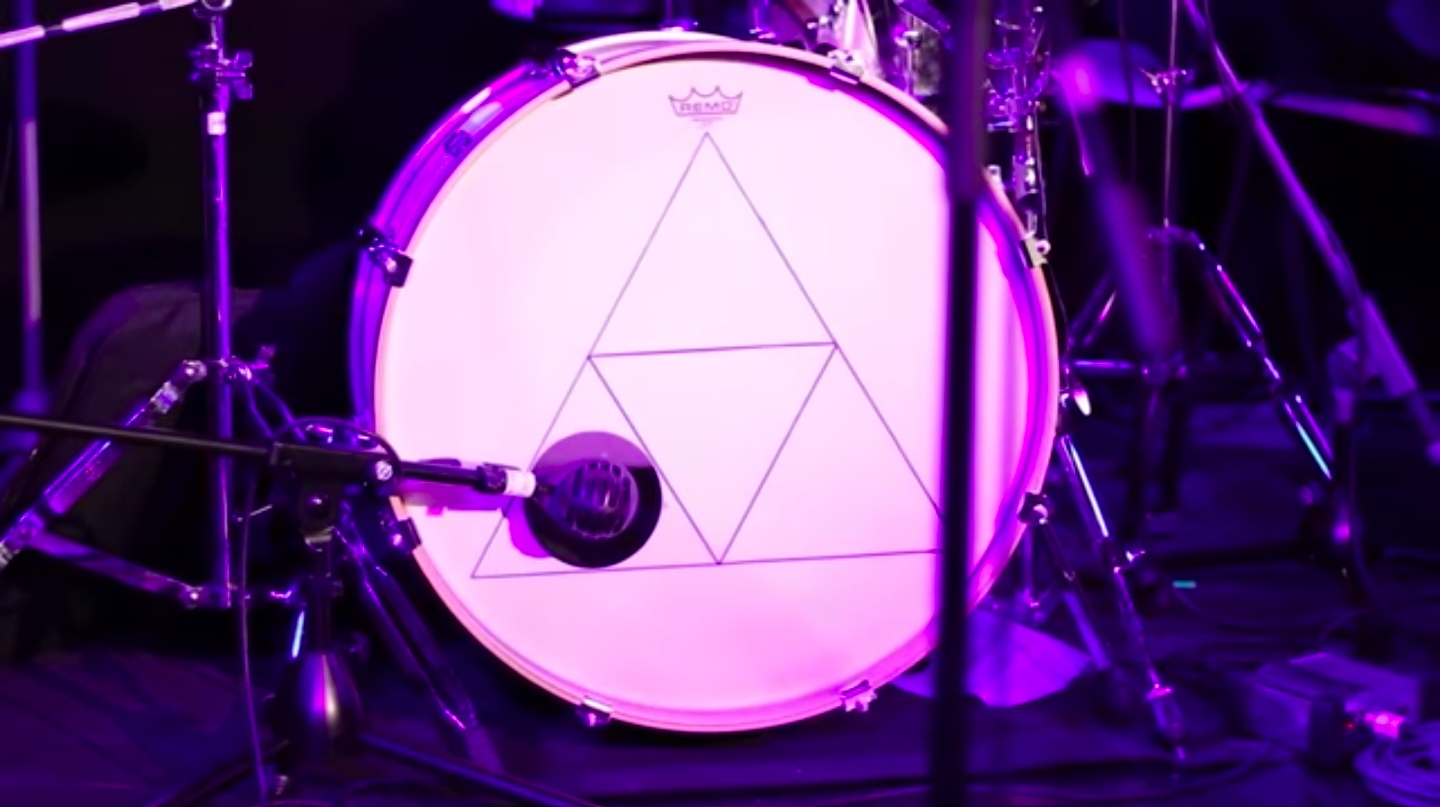
Tambor «triangular»

## Discografia
| Any  | Títol del disc                  | Comentaris                                                             |
| ---- | ------------------------------- | ---------------------------------------------------------------------- |
| 2007 | Per què es grillen les patates? | Maqueta, inclou temes com «Mel» o «Tornaràs»                           |
| 2009 | ...i les sargantanes al sol     | Amb «Mandolines tralarí» i la peça homònima, nominada al premi Cerverí |
| 2009 | Cançons de Nadal                | EP compartit amb Anímic, inclou Cagatió                                |
| 2010 | Vol i dol                       | Amb «Cau la neu» i «Vol»                                               |
| 2013 | La figura del buit              | Discogràfica Bankrobber                                                |
| 2016 | La força                        | Discogràfica Bankrobber                                                |
| 2018 | Δ                               | Discogràfica Bankrobber                                                |
| 2019 | Energia fosca                   | Discogràfica Bankrobber                                                |
| 2021 | N.S.C.A.L.H.                    | Acrònim de No sabràs com acabarà la història                           |
| 2025 | Eril Eril Eril                  | Amb Jordi Matas, Ildefons Alonso i Dani Comas                          |